# Кольонія-Щербацька
Кольонія-Щербацька (пол. Kolonia Szczerbacka) — село в Польщі, у гміні Пшисуха Пшисуського повіту Мазовецького воєводства.
Населення — 82 особи (2011).
У 1975-1998 роках село належало до Радомського воєводства.

## Демографія
Демографічна структура станом на 31 березня 2011 року:
|          | Загалом | Допрацездатний вік | Працездатний вік | Постпрацездатний вік |
| -------- | ------- | ------------------ | ---------------- | -------------------- |
| Чоловіки | 35      | 11                 | 19               | 5                    |
| Жінки    | 47      | 22                 | 5                | 20                   |
| Разом    | 82      | 33                 | 24               | 25                   |